# Giải vô địch điền kinh trẻ châu Á 2010
Giải vô địch điền kinh trẻ châu Á 2010 là mùa giải lần thứ 14 của Giải vô địch điền kinh trẻ châu Á. Giải đấu được  diễn ra từ ngày 1 đến ngày 4 tháng 7 năm 2010 tại Sân vận động Quốc gia Mỹ Đình, Việt Nam và là lần đầu tiên được tổ chức tại Việt Nam. Tổng cộng có 44 nội dung thi đấu được chia đều cho các vận động viên nam và nữ. Các sự kiện bao gồm lễ khai mạc và bế mạc được truyền hình trực tiếp trên kênh VTV3 của Đài Truyền hình Việt Nam.

## Kỷ lục

### Nam
| Tên đầy đủ         | Sự kiện                | Quốc gia          | Kỷ lục  | Loại     |
| ------------------ | ---------------------- | ----------------- | ------- | -------- |
| Mutaz Essa Barshim | Nhảy cao nam           | Qatar             | 2.31    | NR, CR   |
| Harminder Singh    | Ném búa nam            | Ấn Độ             | 71.53   | NJR      |
| Supachai Chimdee   | 200 mét nam            | Thái Lan          | 20.80   | CR       |
| Sajjad Hashemi     | 200 mét nam            | Iran              | 21.09   | NR       |
| Farkhod Kuralov    | 800 mét nam            | Tajikistan        | 1:49.41 | NJR      |
| Kwan Tsz Him       | 4 × 100 m tiếp sức nam | Hồng Kông         | 40.51   | NJR      |
| Hsiang Chun-Hsien  | Nhảy cao nam           | Đài Bắc Trung Hoa | 2.13    | NJR      |
| Vahid Seddigh      | Nhảy xa ba bước nam    | Iran              | 15.78   | NJR      |
| Cheng Chao-Tsun    | Ném lao nam            | Đài Bắc Trung Hoa | 73.26   | NJR, NYR |

### Nữ
| Tên | Sự kiện             | Quốc gia   | Kỷ lục     | Loại |
| --- | ------------------- | ---------- | ---------- | ---- |
| Yulia Gavrilova | 200 mét nữ          | Kazakhstan | 23.41 (bỏ) | NJR  |
| T. Piriyah | 400 mét vượt rào nữ | Singapore  | 1:01.69    | NJR  |
| Govind Raj Gayathri | Nhảy xa ba bước nữ  | Ấn Độ      | 13.58      | NJR  |
| Chú thích:0 CR — Kỷ lục giải vô địch • NR — Kỷ lục quốc gia • NJR — National junior record • NYR — Kỷ lục trẻ quốc gia |                     |            |            |      |

## Bảng huy chương các sự kiện

### Nam
| Sự kiện                        | Vàng                                                                                              | Vàng         | Bạc                                                                       | Bạc             | Đồng                                                                                    | Đồng        |
| ------------------------------ | ------------------------------------------------------------------------------------------------- | ------------ | ------------------------------------------------------------------------- | --------------- | --------------------------------------------------------------------------------------- | ----------- |
| 100 mét (tốc độ gió: −2.1 m/s) | Zheng Dongsheng (CHN)                                                                             | 10.65        | Hassan Taftian (IRI)                                                      | 10.81           | Kazuki Baba (JPN)                                                                       | 10.86 PB    |
| 200 mét (tốc độ gió: −0.9 m/s) | Supachai Chimdee (THA)                                                                            | 20.80 CR     | Zheng Dongsheng (CHN)                                                     | 21.03 PB        | Taishi Nakayama (JPN)                                                                   | 21.05 PB    |
| 400 mét                        | Sajjad Hashemi (IRI)                                                                              | 47.18        | Lin Yang (CHN)                                                            | 47.26           | Chen Chieh (TPE)                                                                        | 47.85       |
| 800 mét                        | Mohamed Al-Garni (QAT)                                                                            | 1:48.13      | Hamza Driouch (QAT)                                                       | 1:48.79         | Abdulaziz Mohamed (KSA)                                                                 | 1:48.97 PB  |
| 1500 mét                       | Mohamed Al-Garni (QAT)                                                                            | 3:55.94      | Ryota Matono (JPN)                                                        | 3:58.28 PB      | Ghasem Farisat (IRI)                                                                    | 3:59.27 PB  |
| 5000 mét                       | Edwin Chebii Kimurer (BHR)                                                                        | 15:08.14     | Ikuto Yufu (JPN)                                                          | 15:08.93        | Ikki Takeuchi (JPN)                                                                     | 15:21.45    |
| 10,000 mét                     | Suresh Kumar (IND)                                                                                | 31:53.68     | Keita Shitara (JPN)                                                       | 32:47.16        | Shingo Hayashi (JPN)                                                                    | 35:58.95    |
| 110 m vượt rào                 | Li Yen-Lin (TPE)                                                                                  | 13.90 PB     | Siddhanth Thingalaya (IND)                                                | 13.96 PB        | Zhang Chi (CHN)                                                                         | 14.15 PB    |
| 400 m vượt rào                 | Seiya Kato (JPN)                                                                                  | 50.83 PB     | Chen Chieh (TPE)                                                          | 51.13           | Yuichi Nagano (JPN)                                                                     | 51.21 PB    |
| 3000 mét dốc đứng              | Hiroaki Koike (JPN)                                                                               | 9:10.66      | Isaac Chelimo (BHR)                                                       | 9:30.80         | Chou Ting Yin (TPE)                                                                     | 9:36.63     |
| 4×100 m tiếp sức               | Thái Lan (THA) · Narakorn Chaiprasert · Tossaporn Boonhan · Weerawat Pharueang · Supachai Chimdee | 39.82        | Hồng Kông (HKG) · Kwan Tsz Him · Ng Ka Fung · Ho Man Lok · Ho Ping Kwan   | 40.51 NJR       | Nhật Bản (JPN) · Kazuki Baba · Taishi Nakayama · Naohiro Yokoyama · Farouq Ishimoto     | 40.64       |
| 4×400 m tiếp sức               | Thái Lan (THA) · Nitat Kaewkhong · Nitipol Thongpoon · Arnon Jaiaree · Supachai Chimdee           | 3:11.39      | Nhật Bản (JPN) · Yuichi Nagano · Suguru Ito · Seiya Kato · Kengo Yamazaki | 3:12.14         | Iran (IRI) · Alireza Mardanizadeh · Alireza Mehr-Safouti · Ali Shaffaf · Sajjad Hashemi | 3:16.90     |
| 10,000 m đi bộ                 | Wang Zhendong (CHN)                                                                               | 44:35.95 PB  | Manabu Aoki (JPN)                                                         | 45:01.73        | Patel Mani Ram (IND)                                                                    | 45:06.51 PB |
| Nhảy cao                       | Mutaz Essa Barshim (QAT)                                                                          | 2.31 m NR CR | Zhang Guowei (CHN)                                                        | 2.23 m PB       | Hsiang Chun-Hsien (TPE)                                                                 | 2.19 m NJR  |
| Nhảy sào                       | Nikita Filippov (KAZ)                                                                             | 5.05 m       | Sergey Grigoryev (KAZ)                                                    | 4.95 m          | Sakurai Shun (JPN)                                                                      | 4.65 m      |
| Nhảy xa                        | Lin Ching-hsuan (TPE)                                                                             | 7.94 m (w)   | Supanara Sukhasvasti na Ayudhya (THA)                                     | 7.84 m (w)      | Ankit Sharma (IND)                                                                      | 7.77 m (w)  |
| Nhảy xa ba bước                | Cao Shuo (CHN)                                                                                    | 16.84 m (w)  | Arpinder Singh (IND)                                                      | 16.13 m PB      | Vahid Seddigh (IRI)                                                                     | 15.78 m NJR |
| Đẩy tạ                         | Alireza Mehr-Safouti (IRI)                                                                        | 19.07 m      | Zuo Shihao (CHN)                                                          | 18.56 m         | Mousab Aicha Esheb (SYR)                                                                | 17.48 m     |
| Ném đĩa                        | Hamid Mansoor (SYR)                                                                               | 56.25 m      | Prabhjot Singh (IND)                                                      | 54.13 m         | Kirpal Singh Batth (IND)                                                                | 53.23 m     |
| Ném búa                        | Harminder Singh (IND)                                                                             | 71.53 m NJR  | Pejman Ghalehnoei (IRI)                                                   | 64.11 m PB      | Mohammad Abdulhamed (KUW)                                                               | 62.49 m     |
| Ném lao                        | Sun Jianjun (CHN)                                                                                 | 73.38 m PB   | Cheng Chao-Tsun (TPE)                                                     | 73.26 m NJR/NYR | Huang Shih-Feng (TPE)                                                                   | 72.43 m     |
| Decathlon                      | Mohamed Ahmed Al-Mannai (QAT)                                                                     | 7078 pts     | Abdulrahman Mahmoud (KSA)                                                 | 6850 pts        | Sergey Timshin (UZB)                                                                    | 6677 pts    |

### Nữ
| Sự kiện                        | Vàng                                                                                    | Vàng        | Bạc                                                                                     | Bạc         | Đồng                                                                                      | Đồng        |
| ------------------------------ | --------------------------------------------------------------------------------------- | ----------- | --------------------------------------------------------------------------------------- | ----------- | ----------------------------------------------------------------------------------------- | ----------- |
| 100 mét (tốc độ gió: −1.5 m/s) | Jiang Shan (CHN)                                                                        | 11.96       | Setya Utami Tri (INA)                                                                   | 12.10       | Olga Safronova (KAZ)                                                                      | 12.17       |
| 200 mét                        | Jiang Shan (CHN)                                                                        | 24.04 PB    | Chinta Shanthi (IND)                                                                    | 24.46 PB    | Viktoriya Zyabkina (KAZ)                                                                  | 24.55       |
| 400 mét                        | Gulustan Mahmood Ieso (IRQ)                                                             | 54.17       | Chen Lin (CHN)                                                                          | 54.81       | Zhao Yanmin (CHN)                                                                         | 55.03       |
| 800 mét                        | Gulustan Mahmood Ieso (IRQ)                                                             | 2:14.4      | Zhang Xiaojun (CHN)                                                                     | 2:16.0      | Đỗ Thị Thảo (VIE)                                                                         | 2:16.7      |
| 1500 mét                       | Genzebe Shumi (BHR)                                                                     | 4:30.76     | Zhang Xiaojun (CHN)                                                                     | 4:31.79     | Chikako Mori (JPN)                                                                        | 4:35.26     |
| 3000 mét                       | Mahiro Akamatsu (JPN)                                                                   | 9:36.47     | Genzebe Shumi (BHR)                                                                     | 9:37.57 PB  | Sun Lamei (CHN)                                                                           | 9:39.89     |
| 5000 mét                       | Tejitu Daba (BHR)                                                                       | 16:21.30    | Katsuki Suga (JPN)                                                                      | 16:31.22    | Jang Eun-Young (KOR)                                                                      | 16:37.10    |
| 100 m vượt rào                 | Wu Shuijiao (CHN)                                                                       | 13.77       | Huang Wen-Lin (TPE)                                                                     | 14.18       | Hemasree Jayapal (IND)                                                                    | 14.56       |
| 400 m vượt rào                 | Haruka Shibata (JPN)                                                                    | 1:00.20     | Svetlana Zagorodneva (KAZ)                                                              | 1:01.04     | T. Piriyah (SIN)                                                                          | 1:01.69 NJR |
| 3000 mét dốc đứng              | Zarina Mentayeva (KAZ)                                                                  | 11:21.68    | Aranga Weerasing Pathiranage (SRI)                                                      | 11:38.02    | Nguyễn Thị Thu Hương (VIE)                                                                | 12:01.11    |
| 4×100 m tiếp sức               | Ấn Độ (IND) · Nirupama Sunderraj · Nanda Sarvani · Chinta Shanthi · Govind Raj Gayathri | 45.82       | Trung Quốc (CHN) · Chen Lin · Jiang Shan · Wu Shuijiao · Lu Minjia                      | 45.87       | Đài Bắc Trung Hoa (TPE) · Liao Ching-Hsien · Hsu Yung-Chieh · Huang Wen-Lin · Tsai Pei-Ju | 45.90       |
| 4×400 m tiếp sức               | Thái Lan (THA) · Kunjana Boonrung · Pornpan Hoemhuk · Sunia Pedbanna · Karat Srimueng   | 3:53.77     | Việt Nam (VIE) · Nguyễn Thị Như Hải · Nguyễn Thị Nga · Nguyễn Thị Vân · Nguyễn Thị Thủy | 3:58.39     | Hồng Kông (HKG) · Hui Man Ling · Leung Hau Sze · Lo Wing Hei · Fong Yee Pui               | 4:13.78     |
| 10,000 m đi bộ                 | Tong Lingling (CHN)                                                                     | 49:11.93 PB | Hiroi Maeda (JPN)                                                                       | 49:25.87    | Ayman Kozhakhmetova (KAZ)                                                                 | 50:17.04    |
| Nhảy cao                       | Wu Meng-Chia (TPE)                                                                      | 1.78 m      | Trần Huy Hòa (VIE)                                                                      | 1.76 m      | Fung Wai Yee (HKG)                                                                        | 1.68 m      |
| Nhảy sào                       | Xu Huiqin (CHN)                                                                         | 3.90 m      | Yuko Enomoto (JPN)                                                                      | 3.65 m      | Ho Chieh-Ying (TPE)                                                                       | 3.40 m PB   |
| Nhảy xa                        | Lu Minjia (CHN)                                                                         | 6.47 m      | Renubala Mahanta (IND)                                                                  | 6.11 m (w)  | Shardha Ghule (IND)                                                                       | 6.05 m (w)  |
| Nhảy xa ba bước                | Sun Yan (CHN)                                                                           | 13.75 m PB  | Govind Raj Gayathri (IND)                                                               | 13.58 m NJR | Wei Mingchen (CHN)                                                                        | 13.15 m     |
| Đẩy tạ                         | Gu Siyu (CHN)                                                                           | 15.47 m     | Lee Sung-Hye (KOR)                                                                      | 14.49 m     | Taryarea Tikaveva (UZB)                                                                   | 13.61 m PB  |
| Ném đĩa                        | Gu Siyu (CHN)                                                                           | 52.52 m     | Subenrat Insaeng (THA)                                                                  | 46.54 m     | Jeon Hye-Ji (KOR)                                                                         | 44.32 m     |
| Ném búa                        | Galina Mityaeva (TJK)                                                                   | 56.05 m     | Miya Itoman (JPN)                                                                       | 46.77 m     | Not awarded                                                                               | Not awarded |
| Ném lao                        | Anastasiya Svechnikova (UZB)                                                            | 54.32 m     | Sui Liping (CHN)                                                                        | 52.64 m     | Yuka Sato (JPN)                                                                           | 48.46 m     |
| Bảy môn phối hợp               | Ling Chu Chia (TPE)                                                                     | 4848 pts    | Sunisa Khotseemueang (THA)                                                              | 4551 pts    | Bùi Thị Thu Thảo (VIE)                                                                    | 4170 pts    |

## Bảng tổng sắp huy chương

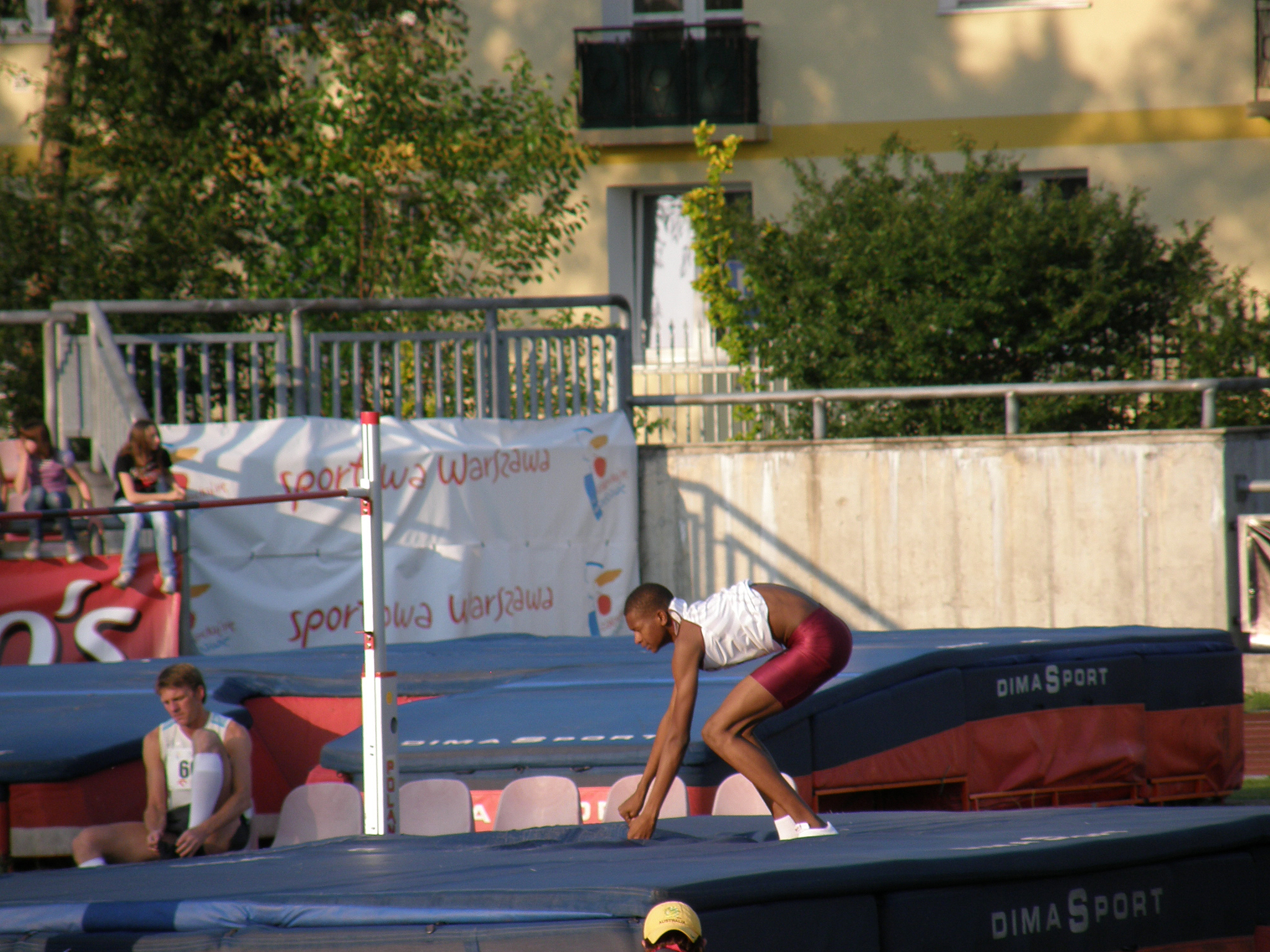
Mutaz Essa Barshim là một trong bốn vận động viên người Qatar giành huy chương vàng.

| Hạng                | Đoàn                    | Vàng | Bạc | Đồng | Tổng số |
| ------------------- | ----------------------- | ---- | --- | ---- | ------- |
| 1                   | Nhật Bản (JPN)          | 4    | 9   | 9    | 22      |
| 2                   | Đài Bắc Trung Hoa (TPE) | 4    | 3   | 6    | 13      |
| 3                   | Thái Lan (THA)          | 4    | 3   | 0    | 7       |
| 4                   | Qatar (QAT)             | 4    | 1   | 0    | 5       |
| 5                   | Bahrain (BHR)           | 3    | 2   | 0    | 5       |
| 6                   | Iran (IRI)              | 2    | 2   | 3    | 7       |
| 7                   | Iraq (IRQ)              | 2    | 0   | 0    | 2       |
| 8                   | Uzbekistan (UZB)        | 1    | 0   | 2    | 3       |
| 9                   | Syria (SYR)             | 1    | 0   | 1    | 2       |
| 10                  | Tajikistan (TJK)        | 1    | 0   | 0    | 1       |
| 11                  | Việt Nam (VIE)          | 0    | 2   | 3    | 5       |
| 12                  | Hồng Kông (HKG)         | 0    | 1   | 2    | 3       |
| 12                  | Hàn Quốc (KOR)          | 0    | 1   | 2    | 3       |
| 14                  | Ả Rập Xê Út (KSA)       | 0    | 1   | 1    | 2       |
| 15                  | Indonesia (INA)         | 0    | 1   | 0    | 1       |
| 15                  | Sri Lanka (SRI)         | 0    | 1   | 0    | 1       |
| 17                  | Kuwait (KUW)            | 0    | 0   | 1    | 1       |
| 17                  | Singapore (SIN)         | 0    | 0   | 1    | 1       |
| Tổng số (18 đơn vị) | Tổng số (18 đơn vị)     | 26   | 27  | 31   | 84      |